# Leonid Chabarov
Leonid Vasiljevič Chabarov (rusky: Леони́д Васи́льевич Хаба́ров) (* 8. května 1947 v Šadrinsku) je bývalý sovětský a ruský voják, účastník války v Afghánistánu, plukovník ve výslužbě a jeden z hlavních kritiků ruského ministra obrany Anatolije Serďukova. Proslavil se především tím, že to byl jeho výsadkářský útočný prapor, který jako první ze 40. armády překročil hranice s Demokratickou republikou Afghánistán a po čtyřistapadesáti kilometrovém pochodu bez ztráty obsadil strategicky důležitý průsmyk Salang. Leonid Vasiljevič Chabarov s hodností kapitána se stal jeho prvním sovětským velitelem. Za odvahu a hrdinství prokázané při výkonu zahraniční vojenské služby v Demokratické republice Afghánistán byl Leonid Vasiljevič Chabarov oceněn Řádem rudého praporu, Řádem za vojenské zásluhy a několika medailemi. Po propuštění ze služby v ozbrojených silách vedl Ústav vojensko–technické výchovy a bezpečnosti USTU–UPI (Uralská státní technická univerzita) a byl zvolen místopředsedou Sverdlovské regionální organizace „Ruský svaz Afghánských veteránů“.

## Služba v ozbrojených silách
V roce 1972 absolvoval Vyšší vojenskou školu leteckých ozbrojených sil ve Rjazani. Svou vojenskou službu zahájil jako mladý důstojník ve funkci velitele průzkumnické čety. Poté velel průzkumnické rotě a paradesantnímu praporu. Sloužil v Baltském, Moskevském i Turkestánském vojenském obvodě.
Již jako velitel průzkumnické čety si získal čest a uznání u svých vojenských podřízených a nadřízených. Poté, co stanul v čele roty se stal známým i mimo své vojenské divize. Po dobu dvou let si jeho průzkumníci drželi prvenství mezi sovětskými výsadkáři. Důstojník Leonid Chabarov nikdy nesloužil pouze s polovičním nasazením. Bylo by to nepřirozené pro muže milujícího svou práci. Vasilij Filipovič Margelov, když byl jednou svědkem toho, jak si Chabarovova rota počínala na velkém vojenském cvičení, okamžitě ocenil perspektivního mladého důstojníka a nedlouho poté byl Leonid Chabarov povýšen na velitele výsadkářského útočného praporu, se kterým později vstoupil do Afghánistánu.

## Válka v Afghánistánu
Koncem prosince 1979 byl praporu velitele Chabarova svěřen úkol ovládnout důležité strategické místo – průsmyk Salang, který spojoval Kábul se Sovětským svazem. Průzkumníci velitele Chabarova obsadili Salang za 22 hodin bez ztráty jediného muže. Protivník si je jednoduše nevšiml – větší část pochodu proběhla pod rouškou noci. Díky takticky důslednému postupu v tichosti obsadili průsmyk a převzali kontrolu nad tunelem. Pokud by se protivníkovi podařilo tento tunel zničit, situace by byla horší. Průzkumníci získali tento poměrně složitý objekt, zjednodušeně řečeno, holýma rukama. Od srdce se smáli při poslechu rádia, jak sovětská informační agentura TASS vehementně popírá prosakující informace západních masmédií o tom, že sovětská vojska vstoupila na území Afghánistánu. Až po několika dnech vedení státu tuto skutečnost přiznalo a oficiálně vstup svých vojsk oznámilo. Jeden a půl měsíce drželi výsadkáři velitele Chabarova průsmyk Salang pod svojí kontrolou, než jej předali motostřeleckému pluku a začali postupovat dál do vnitrozemí.

## Zranění
13. dubna 1980 byl Leonid Chabarov zraněn poprvé. Výbušná kulka mu roztříštila ramenní kost, druhá zasáhla tutéž ruku v předloktí. V té době zůstal ještě při vědomí a stihl vytáhnout zraněného afghánského vojáka a poslal dolů po svazích dvě bojové skupiny. Vědomí ztratil až ve vojenském vrtulníku.
Ruka Leodida Chabarova byla zachráněna zázrakem. Bylo k tomu zapotřebí sedm operací. Nejdříve kábulští chirurgové – zachovali a přišili pravou ruku visící jenom na útržcích kůže. Taškenští lékaři dostali důstojníka z celkově špatného stavu a odeslali jej do Moskvy do Burdenkovy vojenské nemocnice a později na ortopedické léčení do Centrálního institutu traumatologie a ortopedie.

## Další služba
Jeho další služba trvala od října 1984 do září r. 1985. Leonid Vasiljevič byl jmenován do funkce náčelníka štábu 56. Samostatné výsadkářské útočné brigády (Gardéz). Po osmi měsících vedl při plnění bojového úkolu oddíl zabezpečení jedné z kolon u Barikotu. Jeho oddíl byl napaden nepřítelem. V palbě granátometů jeho obrněný transportér spadl z dvacetimetrové výšky do propasti na kameny, v důsledku čehož Leonid Vasiljevič utrpěl zlomeniny klíční kosti, tří žeber a opětovné poškození pravé ruky. Následně byl léčen v Kábulu a Taškentu.

## Společenské aktivity
Od r. 1991 plukovník L.V. Chabarov vede vojenskou katedru a poté Vojenskou fakultu USTU–UPI (od r. 2003 Institut vojensko technického vzdělávání a bezpečnosti) a obhájil si svou dizertační práci. Plukovník v záloze. Vyznamenán Řádem rudého bojového praporu, Řádem Za vojenské zásluhy a mnohými medailemi. Respektovaný pracovník odborného vzdělávání Ruské federace. Dostalo se mu cti pracovat jako zástupce předsedy místního sverdlovského občanského sdružení „Ruský svaz Afghánských veteránů“.

## Zatčení
19. července 2011 byl plukovník Chabarov zatčen a v současnosti je vazebně vyšetřován ve vazební věznici v Jekatěrinburgu pro podezření z organizace "ozbrojené vzpoury a zapojení dalších osob do teroristické činnosti." Demonstrace na podporu plukovníka Chabarova a protesty proti jeho zatčení probíhají v různých městech Ruské federace i před ruskými diplomatickými misemi a konzulárními úřady v zemích Společenství nezávislých států.